# 甲周表皮
甲周表皮（英語：paronychium），是指指（趾）甲周围的软组织，可以防止异物进入指甲下面，从而避免感染。

## 临床意义
向内生长的指（趾）甲的甲周表皮可能发生感染，称为甲溝炎。